# Facultad de Ingeniería y Arquitectura (UNAL Manizales)
La Facultad de Ingeniería y Arquitectura es una facultad perteneciente a la Universidad Nacional de Colombia que junto a las facultades de Administración y Ciencias Exactas y Naturales conforma la sede Manizales de dicha universidad.
En la modalidad de pregrado cuenta con seis programas curriculares, y en la de posgrado con seis especializaciones, cinco maestrías y dos doctorados; lo que, en su sede, la convierte en la facultad con mayor cantidad de programas en ambas modalidades:

## Historia
Los antecedentes de creación de la Sede Manizales se remontan al año de 1944 cuando el senador Francisco José Ocampo pidió al Congreso crear dos facultades dependientes de la Universidad Nacional en la ciudad. En diciembre de 1946 fue aprobada una Ley que creaba la Facultad de Ingeniería, objetada por el presidente de la República pero que llevó al Gobernador José Jaramillo Montoya y al Rector de la Universidad Nacional, Gerardo Molina a impulsar su creación, proceso en el cual intervino ampliamente el Rector del Instituto Politécnico -Universidad Popular - Juan Hurtado Henao. 
La iniciativa tuvo amplia acogida en los diversos órganos del orden municipal, departamental y nacional, así como en las directivas de la Universidad Nacional de Colombia, y en el mes de marzo del año de  1948 se firmó un contrato entre el Ministerio de Educación Nacional, la Universidad Nacional de Colombia, el Departamento de Caldas, el Instituto Politécnico -Universidad Popular- y la Sociedad de Mejoras Públicas, para la creación y puesta en marcha de la Facultad de Ingeniería como dependencia directa de la Universidad Nacional de Colombia, la cual había iniciado su funcionamiento el 26 de febrero de ese mismo año y comenzado estudios con la carrera de Ingeniería Electromecánica el día 3 de marzo. Un año más tarde, en diciembre de 1949, cambió su orientación hacia la Ingeniería Civil. En diciembre de 1954 se graduaron los primeros nueve alumnos. 
En el año de 1965 se iniciaron los estudios de Topografía y Agrimensura en la modalidad de carrera intermedia, suspendidos después de dos años de funcionamiento y que graduó dos promociones. En 1968 se aprobó la carrera de Arquitectura que inició las clases en enero de 1969. En el año de 1969 se autorizó la apertura de estudios de Ingeniería Eléctrica, Química e Industrial, que iniciaron labores en 1970. En el año de 1986, por Acuerdo n.º 16 del Consejo Superior Universitario se le dio a la Seccional el carácter de Vicerrectoría, pero solo empezó a funcionar como tal en 1988, cuando por Acuerdo n.º 79 se estableció la estructura organizativa con la creación de las Facultades de Ingeniería y Arquitectura y de Ciencias y Administración.

## Programas académicos

### Pregrado
La Facultad ofrece los siguientes seis pregrados.
| Pregrado               | Departamento                                                    | Dirección de Área Curricular  | Duración (semestres) | Créditos académicos | Vigencia de acreditación (CNA) | Título otorgado           |
| ---------------------- | --------------------------------------------------------------- | ----------------------------- | -------------------- | ------------------- | ------------------------------ | ------------------------- |
| Arquitectura           | Escuela de Arquitectura y Urbanismo                             | Juan Gabriel Hurtado Isaza    | 10                   | 168                 |                                | Arquitecto(a)             |
| Ingeniería Civil       | Departamento de Ingeniería Civil                                | Carlos Alberto Bermúdez Mejía | 10                   | 179                 |                                | Ingeniero(a) Civil        |
| Ingeniería Eléctrica   | Departamento de Ingeniería Eléctrica, Electrónica y Computación | Eduardo Antonio Cano Plata    | 10                   | 164                 |                                | Ingeniero(a) Electricista |
| Ingeniería Electrónica | Departamento de Ingeniería Eléctrica, Electrónica y Computación | Eduardo Antonio Cano Plata    | 10                   | 161                 |                                | Ingeniero(a) Electrónico  |
| Ingeniería Industrial  | Departamento de Ingeniería Industrial                           | Freddy Becerra Rodríguez      | 10                   | 169                 |                                | Ingeniero(a) Industrial   |
| Ingeniería Química     | Departamento de Ingeniería Química                              | María Teresa Dávila Arias     | 10                   | 180                 | 2029                           | Ingeniero(a) Químico(a)   |

### Posgrado
La Facultad ofrece los siguientes posgrados.

#### Especialización
| Pregrado                                                 | Facultades Encargadas                 | Coordinador(a) del programa | Duración (semestres) | Créditos académicos | Vigencia de acreditación (CNA) | Título otorgado                                       |
| -------------------------------------------------------- | ------------------------------------- | --------------------------- | -------------------- | ------------------- | ------------------------------ | ----------------------------------------------------- |
| Especialización en Dirección de Producción y Operaciones | Facultad de Ingeniería y Arquitectura |                             | 2                    | [ 12 ]              |                                | Especialista en Dirección de Producción y Operaciones |
| Especialización en Estructuras                           | Facultad de Ingeniería y Arquitectura |                             | 2                    | [ 13 ]              |                                | Especialista en Estructuras                           |
| Especialización en Ingeniería Ambiental - área sanitaria | Facultad de Ingeniería y Arquitectura |                             | 2                    | [ 14 ]              |                                | Especialista en Ingeniería Ambiental - área sanitaria |
| Especialización en Ingeniería Hidráulica y Ambiental     | Facultad de Ingeniería y Arquitectura |                             | 2                    | [ 15 ]              |                                | Especialista en Ingeniería Hidráulica y Ambiental     |
| Especialización en Vías y Transporte                     | Facultad de Ingeniería y Arquitectura |                             | 2                    | [ 16 ]              |                                | Especialista en Vías y Transporte                     |

#### Doctorado
| Pregrado                                             | Facultades Encargadas                 | Coordinador(a) del programa | Duración (semestres) | Créditos académicos | Vigencia de acreditación (CNA) | Título otorgado                                   |
| ---------------------------------------------------- | ------------------------------------- | --------------------------- | -------------------- | ------------------- | ------------------------------ | ------------------------------------------------- |
| Doctorado en Ingeniería - Automática                 | Facultad de Ingeniería y Arquitectura |                             | 6                    | [ 17 ]              |                                | Doctor en Ingeniería                              |
| Doctorado en Ingeniería - Industria y Organizaciones | Facultad de Ingeniería y Arquitectura |                             | 6                    | [ 18 ]              |                                | Doctor en Ingeniería - Industria y Organizaciones |
| Doctorado en Ingeniería - Ingeniería Química         | Facultad de Ingeniería y Arquitectura |                             | 8                    | [ 19 ]              |                                | Doctor en Ingeniería - Ingeniería Química         |

## Comité Asesor de Pregrado
Los comités Asesores de Pregrado de la Facultad de Ingeniería están conformado por la Dirección de Área Curricular, quien lo preside, miembros del personal académico, estudiante del Programa Curricular, un egresado del Programa Curricular y la Dirección de Departamento como invitado permanente.

### Arquitectura
| Cargo                        | Nombre |
| ---------------------------- | --- |
| Dirección de Área Curricular | Juan Gabriel Hurtado Isaza                                                                                              |
| Representación Estudiantil   | Santiago Valencia Isaza (Principal) Marilyn López Ceballos (Suplente)                                                   |
| Representación Profesoral    | Gabriel Hernán Barreneche Ramos Andrés Felipe Roldán García Édgar Fernando Luna Narváez Julio Fernando Salamanca Pinzón |
| Representación de Egresados  | Natalia Yepes Ramírez                                                                                                   |
| Dirección de Escuela         | Juan José Osorio Valencia                                                                                               |

### Ingeniería Civil
| Cargo                        | Nombre                                                                            |
| ---------------------------- | --------------------------------------------------------------------------------- |
| Dirección de Área Curricular | Carlos Alberto Bermúdez Mejía                                                     |
| Representación Estudiantil   | Alejandro Buitrago López (Principal) Sergio Andrés Aristizábal Salazar (Suplente) |
| Representación Profesoral    | Diego Andrés Álvarez Marín Jorge Julián Vélez Upegui                              |
| Representación de Egresados  | Ricardo Tabares Saldarriaga                                                       |
| Dirección de Departamento    | Luis Ricardo Vásquez Varela                                                       |

### Ingeniería Eléctrica
| Cargo                        | Nombre                                                                  |
| ---------------------------- | ----------------------------------------------------------------------- |
| Dirección de Área Curricular | Eduardo Antonio Cano Plata                                              |
| Representación Estudiantil   | Manuela Mejía Ángel (Principal) Brayan David Candamil Arango (Suplente) |
| Representación Profesoral    | César Arango Lemoine José Samuel Ramírez Castaño                        |
| Representación de Egresados  | José Jesús Arias Orozco                                                 |
| Dirección de Departamento    | Jaime Alberto Sepúlveda Gómez                                           |

### Ingeniería Electrónica
| Cargo                        | Nombre                                                    |
| ---------------------------- | --------------------------------------------------------- |
| Dirección de Área Curricular | Eduardo Antonio Cano Plata                                |
| Representación Estudiantil   | Vacante                                                   |
| Representación Profesoral    | Jorge Hernán Estrada Estrada Óscar Marino Díaz Betancourt |
| Representación de Egresados  | Vacante                                                   |
| Dirección de Departamento    | Jaime Alberto Sepúlveda Gómez                             |

### Ingeniería Industrial
| Cargo                        | Nombre                                                                       |
| ---------------------------- | ---------------------------------------------------------------------------- |
| Dirección de Área Curricular | Freddy Becerra Rodríguez                                                     |
| Representación Estudiantil   | Claudia Marcela Guzmán Fernández (Principal) Thomás Mejía Montoya (Suplente) |
| Representación Profesoral    | Martín Alonso Pantoja Ospina Martha Cecilia Ramírez                          |
| Representación de Egresados  | Yenny Alejandra Berrío Osorio                                                |
| Dirección de Departamento    | Jaime Antero Arango Marin                                                    |

### Ingeniería Química
| Cargo                        | Nombre                                                                                       |
| ---------------------------- | -------------------------------------------------------------------------------------------- |
| Dirección de Área Curricular | María Teresa Dávila Arias                                                                    |
| Representación Estudiantil   | Juan Sebastián Aristizábal Henao (Principal) Juan Carlos Coral Sepúlveda (Suplente)          |
| Representación Profesoral    | Ramiro Betancourt Grajales Javier Fontalvo Alzate Sneyder Rodríguez Barona Álvaro Gómez Peña |
| Representación de Egresados  | Vacante                                                                                      |
| Dirección de Departamento    | Andrés Felipe López Vásquez                                                                  |